# Sofia Enriqueta de Schleswig-Holstein-Sonderburg-Beck
Sofia Enriqueta de Schleswig-Holstein-Sonderburg-Beck - Sofie Henriette von Schleswig-Holstein-Sonderburg-Beck (alemany) - (Minden, 18 de desembre de 1698 - Königsberg, 19 de gener de 1768) era filla del duc Frederic Lluís (1653-1728) i de Lluïsa Carlota de Schleswig-Holstein-Sonderburg-Augustenburg (1658-1740).
El 17 d'agost de 1736 es va casar a Königsberg amb el comte Albert Cristòfol de Dohna-Schlobitten (1698-1752), fill d'Alexandre de Dohna-Schlobitten (1661-1728) i d'Amàlia de Dohna-Carwinden (1661-1724). D'aquest matrimoni en nasqué Frederica de Dohna-Schlobitten (1738-1786), casada primer amb el seu cosí Carles Anton de Schleswig-Holstein-Sonderburg-Beck (1727-1759) i després amb Frederic Detlev de Moltke.